# 瓦妮莎·阿劳兹
瓦妮莎·阿劳兹（西班牙語：Vanessa Arauz，1989年2月5日—），是一位厄瓜多足球女教練，前厄瓜多爾女子足球代表隊教練，執教厄瓜多爾女子隊在2015年女子世界盃足球賽時只有26歲，打破了女子世界盃足球賽最年輕教練的世界紀錄。

## 外部連結
- 瓦妮莎·阿劳兹的X（前Twitter）